# Neoturris bigelowi
Neoturris bigelowi is een hydroïdpoliep uit de familie Pandeidae. De poliep komt uit het geslacht Neoturris. Neoturris bigelowi werd in 1959 voor het eerst wetenschappelijk beschreven door Kramp. 